# Ngô Phù Sai
Ngô Phù Sai (tiếng Trung: 吳夫差; ? - 473 TCN) hay Ngô vương Phù Sai (吳王夫差), tên thật là Cơ Phù Sai (姬夫差), là vị vua thứ 25 của nước Ngô thời Đông Chu trong lịch sử Trung Quốc. Ông trị vì khoảng thời gian 495 TCN đến năm 473 TCN.
Thời đại của ông đánh dấu một thời kì bành trướng hùng mạnh của nước Ngô, tiêu diệt nước Việt, và bắt Việt chúa là Câu Tiễn đầu hàng. Về sau, ông lại thả Câu Tiễn về nước, bất chấp lời can gián của Tướng quốc Ngũ Tử Tư, khiến Câu Tiễn dấy binh diệt Ngô.
Ông nổi tiếng qua những truyền thuyết về Tây Thi, một trong Tứ đại mỹ nhân trong văn hóa Trung Hoa. Theo đó, ông đã say đắm và yêu chiều Tây Thi, nghe theo nàng mà thả Câu Tiễn về nước Việt, cũng chính vì thế mà về sau Câu Tiễn diệt được Ngô.

## Lên ngôi
Phù Sai là cháu nội của Ngô vương Hạp Lư, là con thế tử Ba, mẹ không rõ.
Năm 496 TCN, Hạp Lư đi đánh nước Việt, bị trúng tên tử trận. Trước khi qua đời, Hạp Lư gọi Phù Sai lại dặn nhất định phải báo thù. Phù Sai lên nối ngôi vua, tích cực luyện quân để đánh Việt. Sau đó ông và các quan đại thần cung với binh lính đã tuyên thệ ở nói Phù Tiêu, thề diệt Việt phục thù. Các binh lính hừng hực lòng nhiệt huyết trả thù. Hơn hai nghìn bốn trăm năm sau, tảng đá nơi Ngũ Tử Tư đứng tuyên thệ vẫn đứng vững qua những năm tháng đổi thay.
Phù Sai nhớ thù ông  chú trọng luyện quân để báo thù. Ông phong đại phu Bá Hi làm Thái tể, phụ trách việc tập dượt quân lính.
Năm 494 TCN, Phù Sai mang quân đi đánh Việt. Quân Ngô đại phá quân Việt ở Phù Tiêu. Vua Việt là Câu Tiễn chỉ còn 5000 quân rút lên núi Cối Kê. Thế cùng, Câu Tiễn sai Văn Chủng mang của báu đi đút lót cho thái tể Bá Hi, nhờ nói hộ với Phù Sai cho giảng hòa. Khi Văn Chủng đến gặp Phù Sai giảng hòa. Ngũ Viên phản đối giảng hòa nhưng Bá Hi đồng tình; cuối cùng Phù Sai theo ý kiến của Bá Hi, cho Câu Tiễn giảng hòa.
Câu Tiễn giao quyền chính cho Văn Chủng, tự mình làm con tin ở nước Ngô, cùng Phạm Lãi hầu hạ Phù Sai. Câu Tiễn hết sức cung kính tỏ ý thần phục và tìm nhiều cách lung lạc Phù Sai khiến ông tin tưởng sự khuất phục của nước Việt.
Năm 492 TCN, Phù Sai thả Câu Tiễn về nước, bất chấp sự phản đối của Ngũ Viên. Câu Tiễn sai người đút lót cho Bá Hi, nhờ nói giúp về sự trung thành của mình khiến Phù Sai mất cảnh giác. Câu Tiễn âm thầm nuôi dưỡng lực lượng đợi lúc báo thù mà Phù Sai không để ý đến.

## Tranh bá

### Đánh Tề
Năm 489 TCN, Phù Sai nghe tin Tề Cảnh công qua đời, vua mới còn yếu, các quan đại thần nước Tề tranh giành quyền lực, bèn mang quân đánh Tề. Ngũ Viên can Phù Sai không nên đánh Tề mà nên chú ý về Câu Tiễn đang nuôi dưỡng sức lực để trả thù nước Ngô. Phù Sai không nghe theo, mang quân đi đánh Tề, đại phá quân Tề ở Ngải Lăng. Quân Ngô tiến đến đất Tăng, đòi Lỗ Ai công nộp 100 con bò, sau đó chiếm lấy đất đai phía nam nước Lỗ và nước Tề.
Năm 487 TCN, Ngô Phù Sai lại đánh nước Lỗ. Lỗ Ai công phải thần phục, ăn thề xin giảng hòa.
Năm 486 TCN và 485 TCN, Phù Sai lại 2 lần mang quân đánh Tề. Việt Câu Tiễn thấy vậy mang dân chúng tới tỏ ý thần phục và dâng lễ vật. Phù Sai vui mừng vì uy thế với chư hầu của mình, không nghe theo lời cảnh báo của Ngũ Viên.
Phù Sai giận Ngũ Viên can gián việc phải cảnh giác với Việt mà ngừng đánh Tề, bèn sai Ngũ Viên đi sứ nước Tề. Ngũ Viên đoán biết nước Ngô sẽ bị diệt bèn gửi con ở lại cho đại phu họ Bào nước Tề. Phù Sai biết chuyện cho rằng Ngũ Viên phản Ngô bèn đưa kiếm bắt Ngũ Viên tự sát. Trước khi chết Ngũ Viên tin chắc Việt sẽ diệt Ngô. Công Tôn Thánh cũng vì nói lời ngay cho Phù Sai tỉnh ngộ cũng bị ông ban cho cái chết rồi ném xác ở dưới núi Dương Sơn.
Năm 484 TCN, nhân họ Bào giết Tề Điệu công, Phù Sai lại mang quân từ biển tiến lên phía bắc đánh Tề rồi rút về nước.

### Hội chư hầu
Sau chiến tranh với Tề, uy thế nước Ngô vẫn rất lớn. Đầu năm 483 TCN, Phù Sai họp chư hầu ở Hoằng Trì, muốn tranh ngôi bá chủ của nước Tấn. Trong khi hội chư hầu chưa xong thì tháng 6 năm đó, Việt Câu Tiễn mang quân đánh úp nước Ngô. Thế tử Cơ Hữu ra cự bị quân Việt bắt sống và tự sát. Quân Việt tiến vào nước Ngô.
Tin thất trận báo đến Hoằng Trì. Phù Sai nghe tin có người tiết lộ tin bại trận ra ngoài bèn chém chết. Ông vẫn cố tranh ngôi bá với Tấn Định công. Cuối cùng nước Tấn yếu thế hơn, Tấn Định công phải thừa nhận Phù Sai ở hàng trên. Hai vua cùng ăn thề.
Phù Sai không vừa lòng với nước Tống định mang quân đánh nhưng Bá Bì khuyên nên trở về vì tình hình nguy cấp. Phù Sai nghe theo.

## Mất nước
Nước Ngô bị quân Việt xâm lấn, mất thế tử, khí thế giảm sút. Quân Ngô theo Phù Sai đi đường xa mỏi mệt, bị quân Việt đánh bại. Phù Sai phải mang nhiều của cải sai sứ sang giảng hòa với nước Việt. Tuy được giảng hòa nhưng nước Ngô đã suy yếu hẳn trong khi nước Việt vẫn không ngừng lớn mạnh.
Năm 478 TCN, Câu Tiễn lại mang quân đánh Ngô. Hai bên giáp trận ở Lập Trạch. Những người mạnh khỏe, hăng hái đều đã chết ở nước Tề, nước Tấn. Vì vậy quân Ngô đại bại. Cũng cùng thời gian này, lợi dụng nước Ngô đã vô cùng suy yếu, nước Sở đem quân qua xâm chiếm và đoạt nhiều thành trì cùng đất đai của nước Ngô.
Năm 476 TCN, Câu Tiễn lại đánh Ngô, quân Ngô lại bại trận. Năm 475 TCN, Câu Tiễn lại mang quân đánh, vây nước Ngô. Đến tháng 11 năm 473 TCN, quân Việt đại phá quân Ngô. Ngô Phù Sai sau nhiều lần bại trận không còn khả năng kháng cự, bị quân Việt vây hãm trên núi Cô Tô.
Ông sai Công Tôn Hùng sang xin Câu Tiễn giảng hòa như ông đã tha Câu Tiễn trước đây. Câu Tiễn định nghe theo nhưng Phạm Lãi phản đối, nhắc lại chuyện bại trận ở Cối Kê của nước Việt. Vì vậy Câu Tiễn không cho Ngô giảng hòa, định chiếm hết nước Ngô và đày ông ra đất Dũng Đông, cho 100 nhà ăn lộc.
Phù Sai thấy nhục nhã không thể chấp nhận. Ông hối hận không nghe lời Ngũ Viên và Công Tôn Thánh trước đây, dùng dao cắt cổ mà chết.
Phù Sai ở ngôi tất cả 23 năm, hưởng dương 49 tuổi. Ông được Câu Tiễn sai người mang chôn cất. Nước Ngô bị nước Việt tiêu diệt. Phù Sai trở thành vị vua cuối cùng của nước Ngô.

## Trong văn học
Ngô vương Phù Sai là một nhân vật được đề cập trong tiểu thuyết Đông Chu Liệt Quốc, xuất hiện từ hồi 79 đến hồi 83. Sự nghiệp của Phù Sai từ khi báo thù nước Việt tới khi bị Câu Tiễn tiêu diệt được mô tả sát thực với chính sử.
Tuy nhiên, về gia đình ông, Đông Chu liệt quốc có thông tin khác, theo đó Phù Sai không phải con trai mà là cháu nội của Hạp Lư. Cha Phù Sai là Thế tử Ba – con trai Hạp Lư. Vì Thế tử Ba chết trước Hạp Lư nên ngôi vua được truyền cho Phù Sai. Phù Sai được Đông Chu liệt quốc xác định lên ngôi năm 26 tuổi và như vậy qua đời khi 49 tuổi.
Việc sao nhãng chính sự của Phù Sai còn được Đông Chu Liệt Quốc mô tả qua việc say đắm mỹ nhân Tây Thi mà Câu Tiễn dâng cho ông. Chuyện Tây Thi trong cung Ngô Phù Sai trở thành điển tích nổi tiếng của Trung Quốc, được biết đến rộng rãi tại các nước Á Đông.